# Поремећај (филм)
Поремећај је француско-белгијски драмски трилер из 2015. године који је режирала Алис Винокур о инвазији куће, у којем Матијас Шунарц тумачи лик бившег војника са ПТСП-ом. Приказан је на филмском фестивалу у Кану 2015. године, у категорији Ансертан Регард.

## Заплет
Винсент Матијас Шунарц је бивши војник који пати од посттрауматског стресног поремећаја (ПТСП) након повратка из Авганистана. Унајмљен је да заштити жену богатог бизнисмена док је ван града, у њиховој луксузној вили у Мериленду, на Азурној обали. 

## Глумачка постава
- Матијас Шунарц као Винсент
- Дајен Кругер као Џеси
- Пол Хами као Денис
- Зејд Еруги-Демонстант као Али
- Перси Кемп као Имад Валид
- Микел Дауберт као Кевин
- Франк Торесилас као Франк

## Продукција
Дана 1. октобра 2014, Дедлајн је известио да ће Матијас Шунарц и Дајен Кругер глумити у филму који је режирала Алис Винокур. 
Снимање је започело на Азурној обали 15. октобра 2014. Већи део радње одвија се у месту Домејн ла Диекта на рту Антиба. Сцене на плажи снимљене су на плажи де Пасабле у месту Сејнт-Џин-Кеп-Ферат. Сцена јурњаве аутомобилом снимљена је у Кол Дезу 14. новембра 2014. Производња је завршена 11. децембра 2014. 

## Издање
Поремећај је премијерно приказан на Филмском фестивалу у Кану 2015. године у одељку Ансертан Регард 16. маја 2015. године, а објављен је у Француској и Белгији 30. септембра 2015. Сандес Селекта је купио филм три дана после премијере у Кану. Филм је приказан у оквиру Гала презентације Међународног филмског фестивала у Торонту 2015.
Трејлер је објављен 25. јула 2015, а постер објављен 30. јула 2015. 

## Одзив публике
Филм поремећај је добио позитивне критике, посебно за перформансе Матијаса Шунарца. На Ротен Томејтосу, филм има рејтинг од 72%, на основу 78 критика, са просечном оценом 6,37 / 10. Критички консензус веб странице каже: „Добро одглумљен и солидно израђен, Поремећај се ослања на стрпљиво успостављену тензију која полако расте како би припремила сцена за интелигентан, интиман психолошки трилер.“ За "Метакритик", филм има оцену од 66 од 100, на основу 22 критике, што указује на „генерално повољне критике“.

## Римејк
Дана 15. септембра 2016. године, Дедлајн је известио да су Тејлор Шеридан поставили Сони Пикчерс и Извођаче бекства да напишу сценарио за амерички римејк Поремећај. Тод Блек, Џејсон Блументал, Стив Тиш и Тони Шав ће продуцирати римејк, а Дејвид Боубер ће бити супервизор у студију. Џејмс Манголд је именован за режисера.